# Sonderschule (Österreich)
Die Sonderschule ist in Österreich die Schulart der Sonderpädagogik im Bereich der Primar- und Sekundarbildung I.

## Stellung der Sonderschule im Schulsystem
Die Sonderschule  ist eine der Schularten der Sparte Allgemein bildende Pflichtschule.
Die Sonderschule umfasst acht Schulstufen, es ist aber auch die Einbeziehung der Polytechnischen Schule oder eines Berufsvorbereitungsjahres als neunte Schulstufe möglich. Die Sonderschule kann maximal zwölf Jahre, also bis etwa 18, besucht werden (Bewilligung der Schulbehörde und mit Einwilligung des Schulerhalters).
Der Unterricht erfolgt durch speziell geschulte Sonderschullehrer und individuelle Unterrichtsmethoden. Zielsetzung ist eine grundlegende Allgemeinbildung, und des Ermöglichen einer beruflichen Ausbildung oder der Besuch weiterführender Schulen.

### Schulformen der Sonderschule
In Österreich gibt es heute 11 Schulformen der Sonderpädagogik, die im Lehrplan den Defiziten einzelner Schüler gerecht werden sollen:
- Sonderschulen mit eigenem Lehrplan:
  - Allgemeine Sonderschule (für leistungsbehinderte und lernschwache Kinder)
  - Sonderschule für blinde Kinder
  - Sonderschule für erziehungsschwierige Kinder (Sondererziehungsschule)
  - Sonderschule für gehörlose Kinder
  - Sonderschule für mehrfach behinderte Kinder
  - Sonderschule für schwerstbehinderte Kinder
- Sonderschulen, die nach einem Lehrplan der Volksschule, der Hauptschule, der Polytechnischen Schule oder nach dem Lehrplan einer Sonderschule anderer Art unterrichten (für minderschwere Defizite): 
  - Heilstättenschule – kursmäßiger Unterricht kranker Kinder in Spitälern
  - Sonderschule für körperbehinderte Kinder
  - Sonderschule für schwerhörige Kinder
  - Sonderschule für sehbehinderte Kinder
  - Sonderschule für sprachgestörte Kinder (z. B.: Wiener Sprachheilschule)

Im Schuljahr 1993/94 wurden in 2.524 Klassen 18.943 Sonderschüler (davon 11.695 Knaben und 7248 Mädchen) unterrichtet. Im Schuljahr 2011/12 gab es 321 Sonderschulen, mit 1.797 Klassen und 13.198 Schülern, was – neben den geburtenschwachen Jahrgängen – die Tendenz weg von der reinen Sonderschule hin zu integrativen Schulformen zeigt.

### Spezielle Bildungsgänge im Behindertenunterricht
- Berufsorientierung in der 7. und 8. Schulstufe: Diese verbindliche Übung soll „dazu beitragen, dass sich die Jugendlichen gezielt mit ihrer Persönlichkeitsentwicklung, ihren Neigungen und Interessen und ihren Berufsvorstellungen auseinandersetzen sowie Einblicke in den Berufsalltag erhalten und Möglichkeiten für ihren ganz persönlichen Berufsweg finden können.“[1] Sie besteht seit 1998 als Unterrichtsgegenstand
- Berufsvorbereitungsjahr: Eine spezielle 9. Schulstufe der Sonderschule, mit allgemein bildenden und berufspraktischen Unterrichtsgegenständen

## Sonderpädagogische Zentren (SPZ)
Unter Sonderpädagogischem Zentrum versteht man die erweiterten Kompetenzen einer Sonderschule. Über den Lehrplan hinaus betreuen die Zentren etwa größere Gebiete,     arbeiten an Förderung und Vorbereitung der Integration an Volks- und Hauptschulen und Beratung von Lehrern in Integrationsklassen, übernehmen Feststellung des sonderpädagogischen Förderbedarfs und Frühförderung, betreiben Elternberatung und Beratung von Betreuungspersonen. Dazu kommen Fortbildung im sonderpädagogischen Bereich, Abhalten von pädagogischen Konferenzen und allgemeine Zusammenarbeit mit anderen Institutionen.
Sonderpädagogische Zentren  sind meist auf Ebene des Bezirks angesiedelt.

## Geschichte des österreichischen Sonderschulwesens
Sonderpädagogische Klassen für geistig behinderte Kinder, Hilfsklasse genannt, gibt es in Österreich etwa seit 1885.
1956 wurde die Sonderschule als Schulbezeichnung für Hilfsschulen eingeführt, 1959 wurde die Bezeichnung auch auf die Schulen für Schüler mit physischen Behinderungen ausgeweitet (Behindertenunterricht). 1962 erfolgte eine umfassende Neuregelung.
1923/24 gab es in Österreich 65 Hilfsschulen, die Zahl stieg bis 1980/81 sukzessive auf 314. Seither ist die Zahl ungefähr stabil geblieben. Schüler gab es 1923/24 5.160, 1970/71 29.172, seither sinkt die Zahl rapide, auf 2010/11 13.198. Klassen gab es 1923/24 292, 1980/81 2.642, 2010/11 1.797, hierin stellt sich auch die intensivere Betreuung seit den 1980ern dar.
Im Jahr 2013 fand eine hitzige Diskussion zur Abschaffung der Sonderschulen statt.

## Kritik
Sonderschulen werden von zahlreichen österreichischen Behindertenorganisationen als nicht inklusiv abgelehnt. Die FPÖ-ÖVP-Landesregierung in der Steiermark kündigte 2024 an, Sonderschulen weiterhin betreiben zu wollen.

## Gebäudeartikel in Wikipedia
Niederösterreich
- Allgemeine Sonderschule Krems
- Sonderschule Gloggnitz

Steiermark
- Odilien-Blindeninstitut